# Алёшин, Павел Николаевич
Павел Николаевич Алёшин (род. 9 августа 1943) — советский футбольный функционер; советский и российский журналист, писатель.

## Биография
Окончил МВТУ имени Баумана (1966). Спортивной журналистикой стал заниматься с 1969 года. Член, заместитель председателя комиссии пропаганды Федерации футбола СССР (1978—1983). Председатель комиссии пропаганды, член президиума Федерации футбола РСФСР (1983—1988).
Внештатный автор еженедельника «Футбол-Хоккей» (1974—1990), с 1990 года — обозреватель, заведующий отделом российского футбола еженедельника «Футбол». С 1999 года — специальный корреспондент журнала «Спорт-Экспресс-Футбол», с 2003 года — газеты «Спорт-Экспресс».
Автор-составитель календарей-справочников издательства «Московская правда» (1984—1990), постоянный автор календарей-справочников, издававшихся в различных городах СССР. Публиковался в газетах и журналах.
Первый редактор мини-футбольного журнала «Пять на пять», редактор журнала «Мини-футбол».
Пресс-атташе футбольного клуба «Солярис» Москва в 2016—2017 годах.
Награждён медалью АМФР «За верность делу» (2016).